# Безнен фикер
«Безнен фикер» (тат. Безнең фикер, рус. Наша мысль) — общественно-политическая газета на татарском языке, издававшаяся в Самаре в 1918 году, во время захвата города Чехословацким корпусом и Народной армией Комуча.
Лозунгами газеты были: «Сила в объединении!», «Да здравствует Учредительное собрание! Да здравствует национально-культурная автономия!».

## История
Начала выходить в июне 1918 году в Самаре после захвата города частями Чехословацкого корпуса и Народной армией КОМУЧа.
Печаталась в Самарской губернской типографии, была одним из печатных органов Самарского отделения Всероссийского мусульманского шуро (совета). Издателем газеты был татарский писатель Камиль Мутыги.
В газете было опубликовано обращение муфтия Галимджана Баруди, где подчёркивалось «бедственное положение мусульманской религии в старые времена», и что при Комуче оно стало намного лучше, также печатались разъяснения Духовного ведомства Национального управления мусульман тюрко-татар Европейской России и Сибири на тему как «организовать взаимодействие с ним создаваемых органов национального самоуправления в тех местах, откуда были выбиты большевики».
7 октября 1918 года, после взятия Самары частями Красной армии, газета прекратила своё существование.

### Известные редакторы
Издателем газеты был Камиль Мутыги, из-за чего позже неоднократно обвинялся «в сотрудничестве с белогвардейцами».
Газета выпускалась башкирскими и татарскими интеллектуалами, среди них были: Мухитдин Ахмеров, Гаяз Исхаки, Гумер Терегулов, Фуад Туктаров, Фатих Тухватуллин, Габдрахман Фахретдинов.